# ギュッ
「ギュッ」は、日本の女性アイドルグループAKB48の派生ユニット・渡り廊下走り隊の楽曲。楽曲は島田紳助（「カシアス島田」名義）により作詞、バンドのVoice of Mindにより作曲されている。2010年9月1日にユニットの6作目のシングルとしてポニーキャニオンから発売された。
楽曲のプロデュースは、AKB48の総合プロデューサーである秋元康に加えてカシアス島田も担当しており、初の共同プロデュース作品となった。なお、カシアス島田が携わった唯一の秋元康関連作品である。また、シングルカップリング曲の作詞も全てカシアス島田が担当している。秋元がAKB48関連グループのシングルで作詞を手がけていないのは初めてである。
楽曲のシングルCDは3種の初回盤（それぞれA、B、Cと区別されている）、通常盤の計4種類がリリースされた。初回盤AおよびBにはそれぞれ収録内容の異なるDVDが付属しており、初回限定盤Cにはユニットメンバーの写真を掲載した20ページからなるフォトブックレットが付属している。CDの収録曲は全形態共通である。CDのジャケットは4種類すべて異なるデザインとなっている。3種の初回盤および通常盤の初回生産分には特典としてイベント参加抽選シリアルナンバーカード、オリジナル・トレーディングカード、謎のイベント参加応募券の3つが封入されている（オリジナル・トレーディングカードはタイプごとにそれぞれ異なる3種があり、そのうちランダムで1種が封入されている）。
キャッチコピーは、「「ギュッとされたい。ギュッとしたい。」」。
シングルカップリング曲の「手のひら」には、コーラスでTeam Ogiの岩佐美咲と松原夏海、野中美郷、小森美果が参加しており、このうち岩佐と小森は次作から「渡り廊下走り隊7」のメンバーとして加入している。

## シングル収録トラック

### 初回盤A
| 全作曲: Voice of Mind。 |                                 |              |               |            |
| #                       | タイトル                        | 作詞         | 作曲・編曲    | 編曲       |
| 1.                      | 「ギュッ」                      | カシアス島田 | Voice of Mind | 安部潤     |
| 2.                      | 「手のひら」                    | カシアス島田 | Voice of Mind | 木之下慶行 |
| 3.                      | 「ゴメンナサイ」                | カシアス島田 | Voice of Mind | ats-       |
| 4.                      | 「ギュッ (Instrumental)」       |              | Voice of Mind | 安部潤     |
| 5.                      | 「手のひら (Instrumental)」     |              | Voice of Mind | 木之下慶行 |
| 6.                      | 「ゴメンナサイ (Instrumental)」 |              | Voice of Mind | ats-       |
| 合計時間:               | 合計時間:                       | 合計時間:    | 合計時間:     | 0:00       |

| #  | タイトル                                                 | 作詞 | 作曲・編曲 |
| -- | -------------------------------------------------------- | ---- | ---------- |
| 1. | 「ギュッ Music Video」                                   |      |            |
| 2. | 「ギュッ Dance Shot Version」                            |      |            |
| 3. | 「お仕事探検隊PART2（多田愛佳・仲川遥香・平嶋夏海 編）」 |      |            |

### 初回盤B
| 全作曲: Voice of Mind。 |                                 |              |               |            |
| #                       | タイトル                        | 作詞         | 作曲・編曲    | 編曲       |
| 1.                      | 「ギュッ」                      | カシアス島田 | Voice of Mind | 安部潤     |
| 2.                      | 「手のひら」                    | カシアス島田 | Voice of Mind | 木之下慶行 |
| 3.                      | 「ゴメンナサイ」                | カシアス島田 | Voice of Mind | ats-       |
| 4.                      | 「ギュッ (Instrumental)」       |              | Voice of Mind | 安部潤     |
| 5.                      | 「手のひら (Instrumental)」     |              | Voice of Mind | 木之下慶行 |
| 6.                      | 「ゴメンナサイ (Instrumental)」 |              | Voice of Mind | ats-       |
| 合計時間:               | 合計時間:                       | 合計時間:    | 合計時間:     | 0:00       |

| #  | タイトル                                         | 作詞 | 作曲・編曲 |
| -- | ------------------------------------------------ | ---- | ---------- |
| 1. | 「ギュッ Music Video」                           |      |            |
| 2. | 「ギュッ メイキング映像」                        |      |            |
| 3. | 「お仕事探検隊PART2（渡辺麻友・菊地あやか 編）」 |      |            |

### 初回盤C・通常盤
両形態ともに収録トラックは同一。
| 全作曲: Voice of Mind。 |                                 |              |               |            |
| #                       | タイトル                        | 作詞         | 作曲・編曲    | 編曲       |
| 1.                      | 「ギュッ」                      | カシアス島田 | Voice of Mind | 安部潤     |
| 2.                      | 「手のひら」                    | カシアス島田 | Voice of Mind | 木之下慶行 |
| 3.                      | 「ゴメンナサイ」                | カシアス島田 | Voice of Mind | ats-       |
| 4.                      | 「ギュッ (Instrumental)」       |              | Voice of Mind | 安部潤     |
| 5.                      | 「手のひら (Instrumental)」     |              | Voice of Mind | 木之下慶行 |
| 6.                      | 「ゴメンナサイ (Instrumental)」 |              | Voice of Mind | ats-       |
| 合計時間:               | 合計時間:                       | 合計時間:    | 合計時間:     | 0:00       |